# Hymenoplia escalerai
Hymenoplia escalerai es un coleóptero de la subfamilia Melolonthinae.

## Distribución geográfica
Habita en la España peninsular.